# Bầu cử liên bang Úc 2019
Cuộc Bầu cử liên bang Úc năm 2019 diễn ra vào Thứ Bảy ngày 18 tháng 5 năm 2019 để bầu các thành viên của Nghị viện Úc thứ 46. Cuộc bầu cử đã được kêu gọi sau khi giải tán Nghị viện thứ 45 như được bầu tại bầu cử liên bang giải thể kép 2016. Tất cả 151 ghế trong Hạ viện (Hạ viện) và 40 trong số 76 ghế trong Thượng viện (thượng viện) đã được bầu.
Người đương nhiệm thứ hai thiểu số Liên minh Chính phủ, do Thủ tướng Scott Morrison lãnh đạo, đã giành được nhiệm kỳ ba năm chống lại Lao động Phe đối lập (Úc), được lãnh đạo bởi Lãnh đạo phe đối lập Bill Shorten. Đảng nhỏ và độc lập cũng tranh cãi về cuộc bầu cử, trong đó phổ biến nhất là Greens, Một quốc gia của Pauline Hanson và Đảng Úc thống nhất, theo toàn quốc thăm dò ý kiến. Greens, Liên minh trung tâm và Đảng Úc của Katter đã bảo vệ thành công một ghế của Hạ viện.
Úc thi hành bỏ phiếu bắt buộc và sử dụng ưu tiên đầy đủ bỏ phiếu ngay lập tức trong ghế một thành viên cho Hạ viện và ưu đãi tùy chọn bỏ phiếu có thể chuyển nhượng trong đại diện theo tỷ lệ Thượng viện. Cuộc bầu cử được quản lý bởi Ủy ban bầu cử Úc.
Vào lúc 12:00 sáng AEST ngày 19 tháng 5, Antony Green và Tập đoàn phát thanh truyền hình Úc tính toán rằng Liên minh đã giành được ít nhất 74 ghế, trong khi Lao động đã giành được ít nhất 66 ghế, với năm ghế vẫn chưa được quyết định. Green nói rằng dựa trên tính toán của ông, không có kịch bản thực tế nào về mặt chính trị để Lao động giành chiến thắng, và Liên minh ít nhất đã giữ lại một chính phủ thiểu số. Vào sáng ngày 20 tháng 5, ABC đã dự đoán rằng Liên minh đã thực sự nhặt được chiếc xích đu hai chỗ ngồi cần thiết cho một chính phủ đa số.
Kết quả được coi là một sự đảo ngược vì Liên minh đã liên tục bị tụt lại trong các cuộc thăm dò trong gần ba năm. Tuy nhiên, Liên minh được hưởng lợi từ một chương trình mạnh mẽ hơn mong đợi trong Queensland. Đảng Quốc gia Tự do, trong đó tranh cử các cuộc bầu cử ở Queensland cho Liên minh, được hưởng lợi từ các luồng ưu tiên của các Đảng nhỏ khác. LNP được dự đoán sẽ giành được tới 25 trong số 30 ghế của tiểu bang do một phần tùy chọn của một quốc gia và UAP.
Vào đêm bầu cử, Morrison tuyên bố chiến thắng và Shorten thừa nhận thất bại và tuyên bố ý định từ chức lãnh đạo Đảng của mình, nhưng vẫn ở lại quốc hội.